# 킬라파윤
킬라파윤(Quilapayún)은 누에바 칸시온에 가장 큰 영향을 끼친 칠레의 민속음악 그룹이다. 1960년대 중반 칠레 산티아고에서 결성됐으며, 살바도르 아옌데의 인민연합 정부 아래 누에바 칸시온 운동과 뗄 수 없는 관계가 됐다.
이들의 이름은 마뿌체어로 "세 명의 털보"를 뜻한다.